# ایستگاه قطار شهری غدیر (مشهد)
ایستگاه قطار شهری غدیر یکی از ایستگاه‌های خط ۱ قطار شهری مشهد است که در بزرگراه غدیر، ابتدای خیابان فدائیان اسلام قرار دارد. این ایستگاه از ۱۸ مهر ۱۳۹۰ شروع به کار کرد.
از این ایستگاه ۲ خط اتوبوس‌رانی مشهد و حومه می‌گذرد.